# Ладыга, Иван Фёдорович
Ива́н Фёдорович Лады́га (17 октября 1920 — 11 января 2010) — советский, российский учёный, педагог, полковник артиллерии, кандидат военных наук, профессор, член-корреспондент Академии военных наук, заслуженный работник высшей школы Российской Федерации, ветеран Великой Отечественной войны.

## Биография
Родился в 1920 году в селе Мануйловка Елисаветградского уезда. В 1941 году окончил Харьковское артиллерийское училище. Принимал участие в боях Великой Отечественной войны с 22 июня 1941 года. В первые дни войны — командир взвода (лейтенант) 45-мм противотанковых пушек (в составе 173-го отдельного истребительно-противотанкового дивизиона 27-го стрелкового корпуса), отражал атаки танковой армии Клейста у города Луцка, у посёлка Торчин 24 и 25 июня взводом были уничтожены 5 немецких танков. В течение июля 1941 года И. Ф. Ладыга принимал участие в оборонительных боях 5-й армии при отходе стрелковых войск в направлении городов Ровно, Коростень, Киев. В боях под Киевом получил осколочное ранение и эвакуирован в полевой госпиталь в городе Полтава.
После выписки назначен командиром огневого взвода 45-мм противотанковых пушек 1049-го, стрелкового полка 300-й стрелковой дивизии. В сентябре — октябре 1941 года участвовал в боях за город Харьков. В районе хутора Цепочки западнее Харькова тяжело ранен, отправлен в госпиталь в Сталинград.
В 1942 году в Казани, куда была эвакуирована Высшая Академия Генштаба, окончил краткосрочные курсы разведчиков. В апреле 1943 года в должности старшего помощника начальника разведывательного отдела 18-го гвардейского стрелкового корпуса 13-й армии центрального фронта участвовал в Курской битве, в оборонительных боях в районе железнодорожной станции Поныри, в контрнаступлении через города Севск, Конотоп, Прилуки. В октябре-ноябре 1943 года принимает участие в форсировании реки Днепр, освобождении города Киев. В ноябре 1943 года капитан И. Ф. Ладыга, в должности помощника начальника оперативного отдела штаба стрелкового корпуса, во главе группы разведчиков принимает активное участие в обеспечении вывода 8-й стрелковой дивизии из окружения в районе населённого пункта Толстый лес западнее Чернобыля. Командуя этой же группой разведчиков, совместно с полесскими партизанами генерала А. Н. Сабурова, 18-м гвардейским стрелковым корпусом, под командованием И. М. Афонина, участвовал в штурме и освобождении города Ельск.
В феврале 1944 года в районе города Шепетовка группа разведчиков под командованием И. Ф. Ладыги в тылу противника захватила в плен шестерых немцев, которые дали ценные сведения. В 1984 году за мужество и героизм, проявленные в том бою, Ивану Фёдоровичу было присвоено звание «Почётный гражданин города Шепетовки».
В 1944—1945 годах в составе 18-го гвардейского стрелкового корпуса И. Ф. Ладыга, назначенный на должность начальника оперативного отделения штаба стрелковой дивизии, участвует в освобождении городов Изяслав, Тернополь, Станислав, Старый Самбор, Ужгород, Бухарест, в тяжёлых боях при штурме Будапешта, отражении танковых атак в районе Секешфехервара, взятии Вены.
Война для Ладыги закончилась в Альпах после взятия города Шайбс, на день позже 9 мая 1945 года.
В 1949 году с золотой медалью окончил военную академию имени Фрунзе в Москве. В 1949—1953 годах — преподаватель военной академии имени Ф. Э. Дзержинского. С 1954 г. — преподаватель, старший преподаватель, заместитель начальника кафедры, доцент, старший научный сотрудник Военной артиллерийской академии имени М. И. Калинина.
С 1980 и до конца жизни — учёный секретарь диссертационных советов Михайловской военной артиллерийской академии.

## Научная деятельность
И. Ф. Ладыга — педагог, учёный в области применения ракетных войск и артиллерии (РВ и А) в бою и операции, обеспечения эффективности огневого поражения, управления войсками. Разработал теоретические и практические рекомендации по совершенствованию боевого применения РВ и А в горно-лесистой местности и в ночных условиях. Создал научную школу по боевому применению РВ и А в бою. Организатор военной науки и образования. Как учёный секретарь диссертационных советов Михайловской военной артиллерийской академии внёс весомый вклад в дело подготовки научных и научно-педагогических кадров высшей квалификации для рода войск. Свою деятельность по подготовке учёных кадров, научные исследования активно сочетал с общественной работой.
Автор 90 научных трудов общим объёмом 135 печатных листов, в том числе монографии «Боевое применение артиллерии при обороне армейского корпуса в горно-лесистой местности» (1957 г.), учебника «Тактика артиллерии» (1968 г.), 30 учебных и учебно-методических пособий (1952—2005 гг.), 22 лекций (1953—1999), 30 статей (1955—2008), 6 научно-исследовательских работ (1983—1995).
За свою научную и педагогическую деятельность удостоился почётного звания Заслуженный работник высшей школы Российской Федерации (2001), ордена Почёта (2007), в 2010 году (посмертно) был награждён медалью «За трудовую доблесть».

## Награды
За проявленный героизм во время освобождения города Шепетовки (Украина) от фашистских захватчиков (1943), в 1984 году И. Ф. Ладыге присвоили звание почётного гражданина этого города. Также имеет награды:
- Орден Красного Знамени (18 февраля 1944);
- Орден Отечественной войны 2-й и 1-й степеней;
- 3 Ордена Красной Звезды;
- Орден Почёта;
- медали.